# طوطی‌نوک اوئو
طوطی‌نوک اوئو (نام علمی: Psittirostra psittacea) گونه‌ای منقرض‌شده از عسل‌کش هاوایی است که بومی جزایر هاوایی بوده است. این پرنده پشت سبز تیره و زیر بدن سبز زیتونی داشت؛ نرها سر زرد و ماده‌ها سرسبز داشتند. به نظر می‌رسد منقار نامعمول آن برای تغذیه از میوه‌های Freycinetia arborea سازگار شده بود. این پرنده پرواز قوی‌ای داشت که با آن مسافت‌های قابل توجهی را در جستجوی این درخت مو پرواز می‌کرد، اما از میوه‌های دیگر، جوانه‌ها، گل‌ها و حشرات نیز تغذیه می‌کرد.